# Végvár

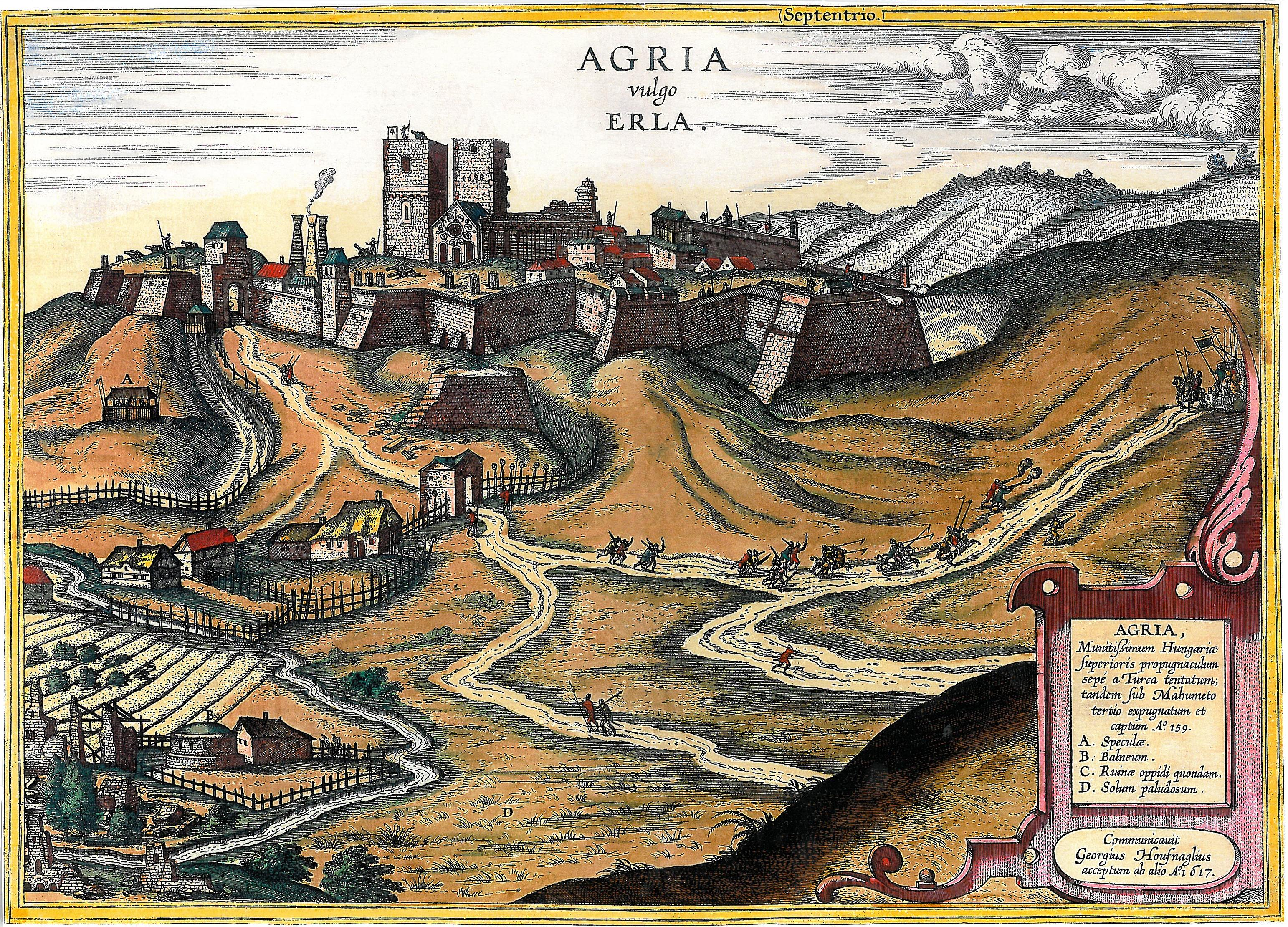
Eger vára a 16. század végén (Georgius Houfnaglius festménye)

A végvárak az oszmán hódítás elleni magyar védelmi rendszer alapvető egységei voltak. A középkorban az ország déli határövezetében, majd a török uralom időszakában a hódoltság peremén alkottak többé-kevésbé egybefüggő védővonalat. Ezzel a védvonallal szemben a török oldalon is kiépült az erődítmények rendszere, melyek szerepe nagyjából megegyezett a magyar várakéval.

## A végvárak feladata

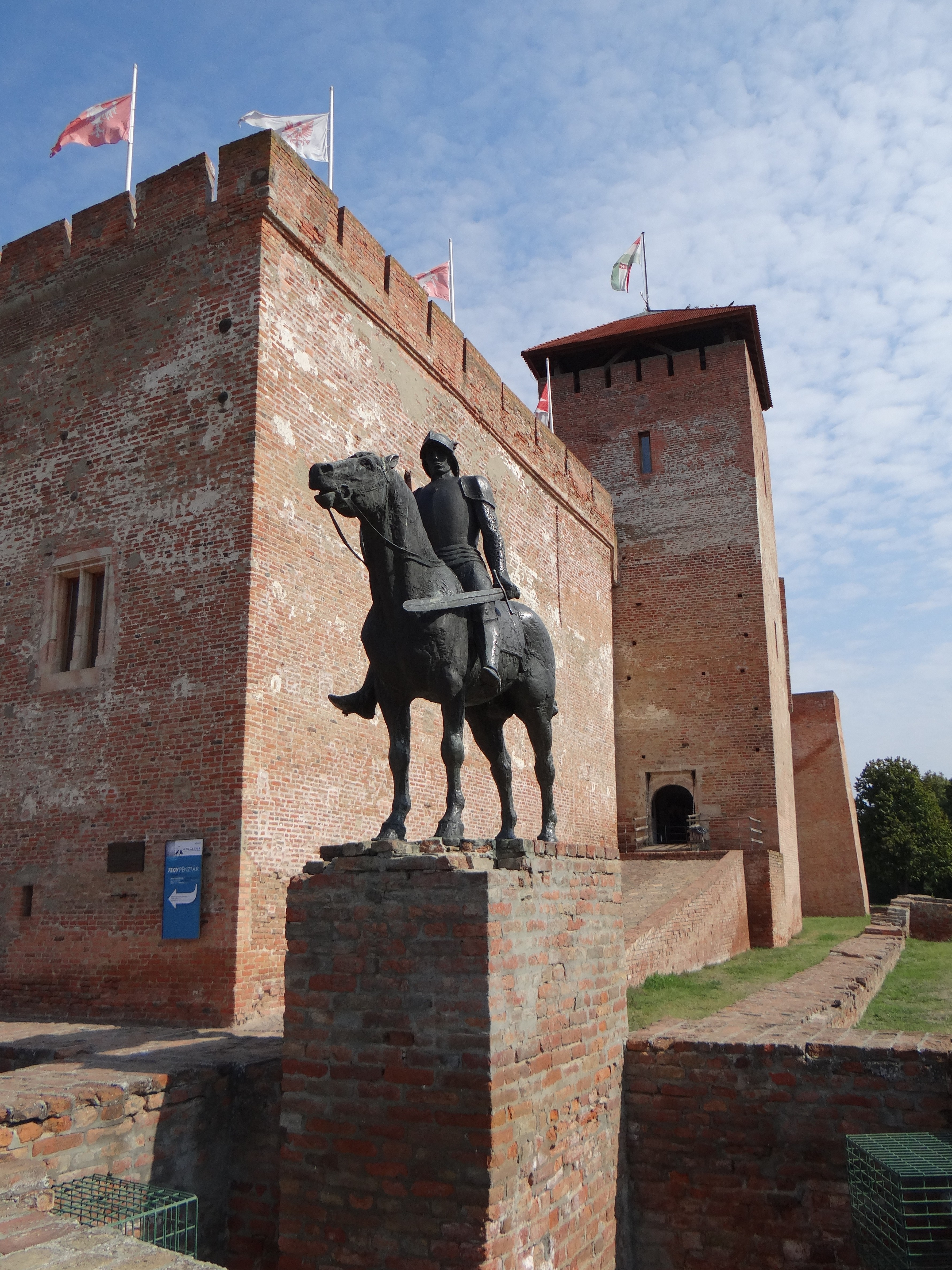
Végvári vitéz, Tóth Béla szobrász alkotása a gyulai vár előtt

A végváraknak kettős funkciójuk volt. Egyrészt a körülöttük, mögöttük fekvő területeket védték, ezt nem úgy kell érteni, hogy a várak helyőrsége feltartóztathatott volna nagyobb támadó seregeket, hanem elsősorban a környékbeli lakosság számára nyújtott menedéket a betörő ellenséggel szemben. Emellett a nagyobb hadseregek hátában az utánpótlási útvonalak zavarására, megszakítására volt elegendő erejük. Ezért a hódító hadjáratok az útjukba eső erődítményeket igyekeztek elfoglalni. Az ostromnak a várak méretüktől függő ideig ellenállhattak, azonban felmentő sereg nélkül általában a legnagyobb erődítmények is kapituláltak.
Másrészt portyáikkal az ellenség elérhető területeit pusztították, onnan adót szedtek, foglyokat ejtettek. Ez a szerep legalább olyan fontos volt, mint a passzív, védekező szerep, ezzel az ellenség területén tartották a háborút, megakadályozták a nyugodt termelést, kárt okoztak a másik félnek, megnehezítsék a nagyobb támadó seregek élelmezését. Ezt a harcmodort mind a magyarok, mind a törökök alkalmazták, és a végvár funkciójához olyannyira hozzátartozott, hogy még békeidőben sem hagytak fel a rajtaütések szervezésével. A rombolás mellett a portyázások szolgáltak az erő fitogtatására is, ami különösen fontos volt, amíg még a török-magyar határ a Délvidéken húzódott, és az ütközőállamok ingadozó uralkodói ahhoz pártoltak, akinél a nagyobb erőt sejtették.

## Az első (déli) végvárrendszer

### Kiépülése
Az első végvárrendszer a 15. században Erdély déli határa és az Adriai-tenger között, részben a Kárpátok déli vonulataira, a Dunára és a Szávára támaszkodva épült ki. Kiépítésének ötlete (többek között pl. Ozorai Pipó közreműködésével) Luxemburgi Zsigmond nevéhez fűződik, és a megvalósítás jelentős része is az ő uralkodásának második felére esik. 1426-ban egyezséget kötött Lazarevics István szerb despotával, aki unokaöccse, Brankovics György utódlásának biztosítása érdekében lemondott a Duna vonalán fekvő várakról. Így került Lazarevics halálakor magyar kézre Nándorfehérvár, azonban Szendrőt és Galambócot a törökök szerezték meg. Mátyás 1463-ban és 1464-ben a széteső Bosznia területén több fontos várral, például Jajcával (1463) és Szrebernikkel (1464) erősítette meg a végvári rendszer nyugati szakaszát. Szabács elfoglalására 1476-ban azt követően került sor, hogy a törökök 1474-75 folyamán megerősítették, és így rést ütöttek a magyar védelmi rendszeren. Ez a várrendszer az 1520-as évekig fel tudta tartóztatni az oszmán hódítást, bár kisebb betöréseket nem tudott megakadályozni (pl. 1479-ben Isza bég csapatai Kenyérmezőig hatoltak). A Kárpátok könnyebben védhető hágóinak védelmére épültek is erődítmények (pl. Törcsvár), azonban a nagyobb török támadásokat a Duna mentén illetve Boszniában vezették, így a terület kisebb szerephez jutott a harcokban.

### A végvárrendszer szervezete

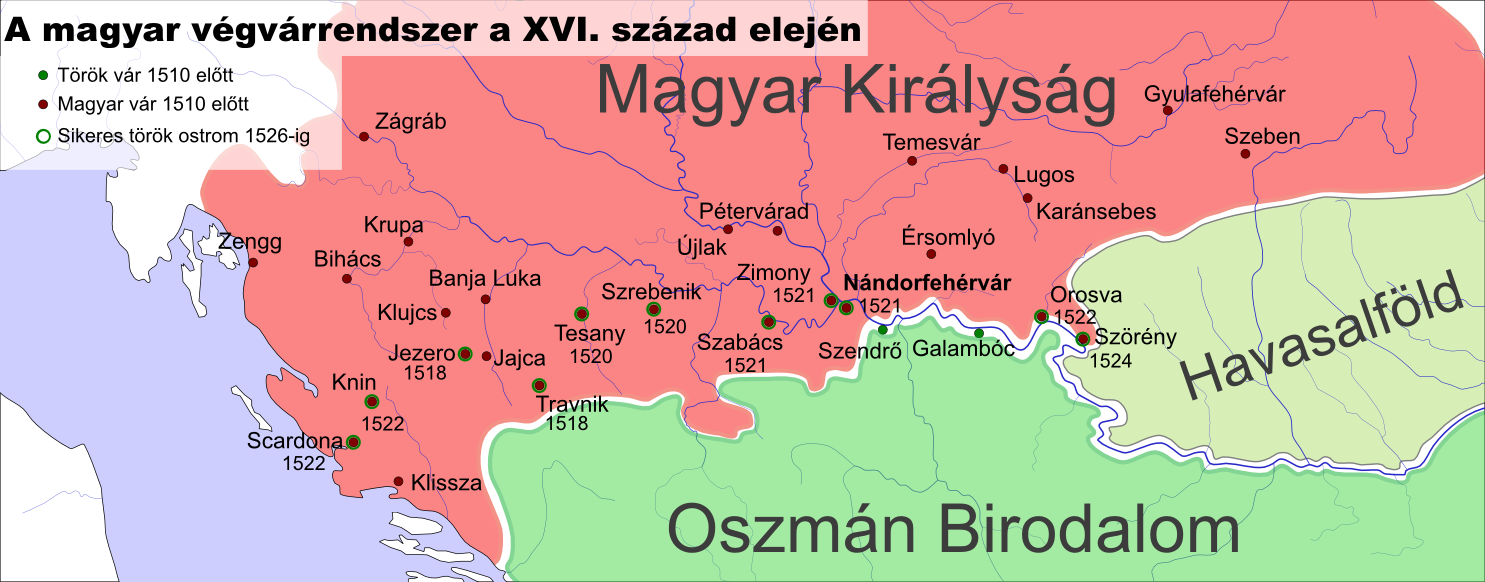
A déli végvár vonal és összeomlása 1518 és 1526 között.

A 15. század végén a várak két párhuzamos láncot alkottak. Az első lánc a Szörény–Orsova–Nándorfehérvár–Szabács–Szreberniki–Banja Luka–Jajca– Knin(Tinin)–Klissza–Szkardona vonalon, a második a Temesvár–Lugos-Karánsebes––Szerémség–Dubica–Krupa–Otosác–Zengg vonalon húzódott. A várrendszer elsősorban a nem magyar területen épült ki, így a háborúskodás pusztítása is elsősorban a helyi (főként délszláv) lakosságot érte.
A fontosabb végvárak köré bánságokat szerveztek a szerb és bosnyák területeken, a várak ellátásához azonban a bánságok mellett a déli magyar vármegyék is hozzájárultak.  A várrendszer jelentőségét a kortársak is felismerték: a bánok között sokszor köznemesi sorból származó vagy épp külföldi katonákkal találkozhatunk, akiket nem a családi befolyás, hanem katonai tudásuk emelt a pozícióba.
Ez a rendszer hatékonyan működött, és bár erejéből csak kisebb portyákra futotta, a királyi hadsereg időnként szükségessé váló bevetése mellett az 1510-es évekig ellenállt a hódítási kísérleteknek.
A bánok, különösen a macsói bánok, időnként jelentős befolyásra tettek szert, és a központtól csak lazán függtek. Ez egyrészt politikai kockázatot jelentett, másrészt azonban lehetővé tette, hogy az irányításuk alatt álló országrészek haderejét hatékonyan felhasználják. Újlaki Miklós például Mátyás trónra lépésekor macsói bánként Baranya, Bodrog, Bács, Szerém és Valkó vármegyékre is kiterjesztette befolyását, emellett erdélyi vajda és szlavón bán volt, később megkapta a bosnyák királyi címet is. Hogy az ország legerősebb vára, Nándorfehérvár ne lehessen ellenállása központja, Mátyás azt a báni rendszeren kívülre helyezte.
Ez a lépés csak egy része volt annak a folyamatnak, amiben Mátyás átszervezte és központosította a déli védelem szervezetét. A keleti területeket 1481-ben Temesvár székhellyel az „alsó részek” főkapitánya alá rendelte, a Dráva-Száva közét, a bosnyák és a horvát területeket pedig az egyesített horvát és szlavón bánsághoz csatolta. Ezzel a belsőbb területek erőforrásait is a határvédelem szolgálatába állította. Ugyanakkor Nándorfehérvár térsége épp a két terület határára került, hátország nélkül, ami később hozzájárult a vár állapotának erőteljes leromlásához.

### Felbomlása
A 16. század elején a királyi hatalom meggyöngült, csökkentek a bevételek, és az ország báróit egyre ritkábban sikerült áldozatvállalásra bírni. Ennek folyományaként a várak rendben tartására, felújítására egyre kevesebb pénz jutott. Emellett a rendszer védelme ütőképes mozgó hadsereg nélkül nem volt lehetséges, és amikor a központ ennek biztosítására nem volt képes, a törökök sorra elfoglalták a magukra maradt erősségeket.
Egyiptom elfoglalása után, részben a magyarok pökhendisége következtében (a trónra lépő I. Szulejmán követét, aki a szultán békeajánlatát hozta, bebörtönözték) az Oszmán Birodalom hódítási törekvései Magyarország felé fordultak.
Az 1510-es években főleg a boszniai hadszíntéren folytak a harcok, 1518-ban több magyar vár elesett (Travnik, Jezero). Szulejmán trónra lépése után a következő évben (1521-ben) már Nándorfehérvár ellen indult, és Szabács július 7-i elfoglalása után felmentő sereg hiányában, több mint két hónapos ostrom után augusztus 29-én el is foglalta. A következő években az Al-Duna mentén számos fontos erősség elesik, és 1526-ra már széles folyosó nyílt az ország belseje felé irányuló támadások előtt.
Az első végvári vonalon ütött rést a második vonal várainak, valamint dél-alföldi városok, kisebb várak megerősítésével próbálták útját állni a török hódításnak, ez azonban nem járt sikerrel. Pétervárad, a védelem legfontosabb pontján álló vár 1526-ban a török főerőknek csupán kicsivel több, mint két hétig tudott ellenállni, a többi erődítmény nem fejtett ki érdemi ellenállást.
Új végvár rendszer kialakítása nem a mohácsi csatavesztés (1526), hanem csak Buda 1541-es török elfoglalása után kezdődött meg, először hevenyészett, majd tervszerű módon.

## A hódoltság időszaka

### Az új végvári vonal

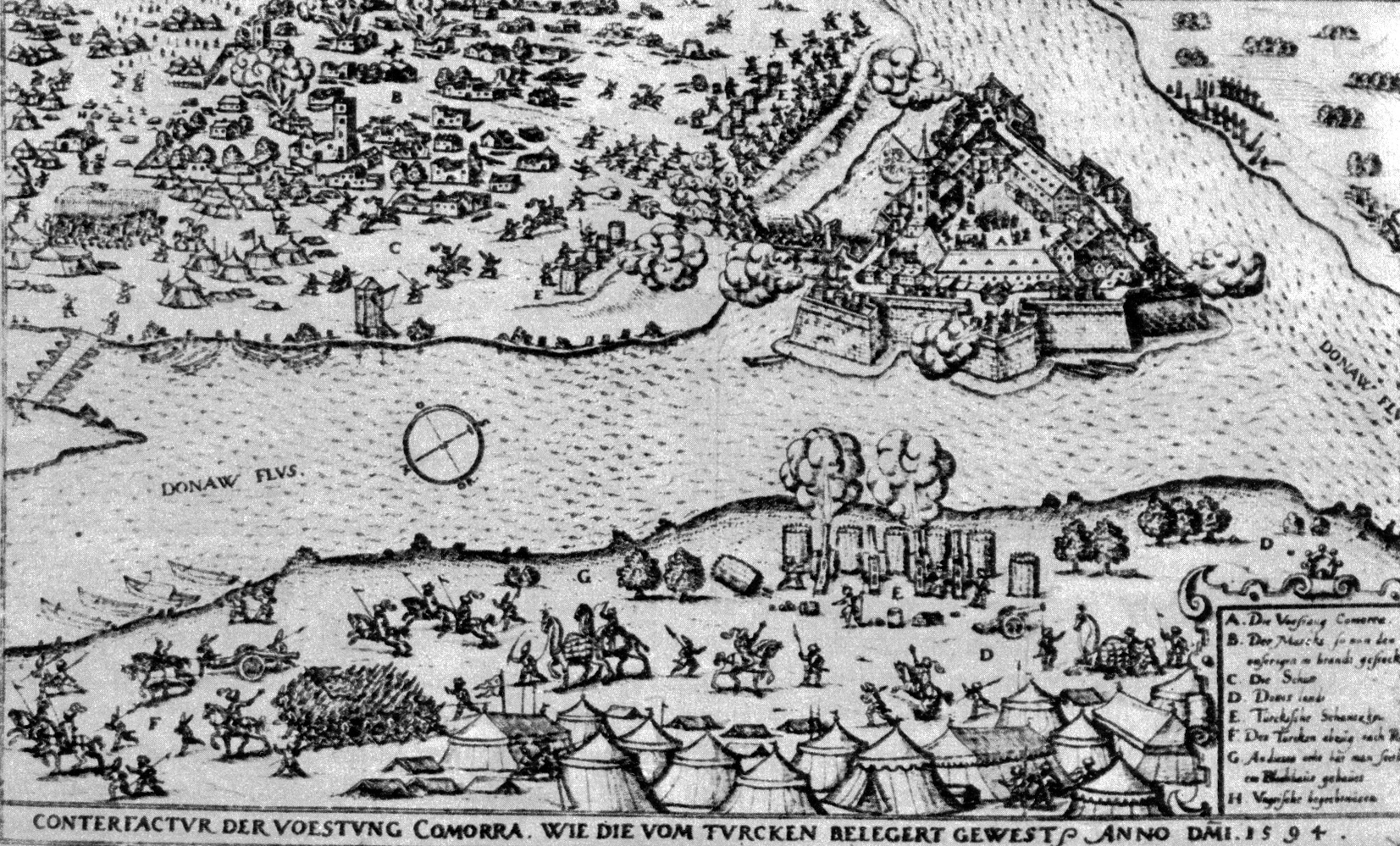
Komárom 1594-es sikertelen török ostroma

Miután a törökök berendezkedtek Magyarországon, szükségessé vált az országon belüli új védelmi vonal megteremtése, amely az Adriai-tengertől Szigetvár, Kanizsa, Győr, Komárom, Érsekújvár, Eger, Szatmár, Várad, Temesvár vonalán egészen az Al-Dunáig húzódott. Az erődítményeket lovagvárakból és kastélyokból, udvarházakból, templomokból és kolostorokból alakították át jól-rosszul. Magyarországon Tinódi Lantos Sebestyén az 1540-es években 26 erődítményt vett számba Szigetvártól Egerig, Nádasdy Tamás 1555-ben 43 várat említ csak a Dunántúlon. Ugyanakkor egy bécsi nyilvántartás 1577-ben 48 vár őrségéről és fenntartási költségeiről tartalmazott feljegyzéseket a négy magyarországi főkapitányságról. Ezek a feljegyzések azonban nem tartalmazták a kisebb várakat, az összes megerősített hely száma ennek két- vagy háromszorosa lehetett.
A Nádasdy feljegyzéseiben említett várak (castra), kastélyok (castella) és monostorok (monosteria) mellett a védelmi rendszer részét képezték a néhány fős őrséggel megrakott megfigyelőhelyek (tarisznyavár, skartház) is, amelyek nagyobb haderővel szemben tehetetlenek voltak.
A kisebb várakban 20-40, a nagyobbakban 500 katona állomásozott, a Bécs közvetlen védelmét ellátó központokban ennél is több (Győrben 1400, Kanizsán 1950, Komáromban 1024). A várak őrségét a már említett 1577-es kimutatás alapján a négy magyarországi főkapitányság területén békeidőben 16 612 katona alkotja, akiknek nagyjából a harmada német, harmada magyar gyalogság, és a harmada lovas volt.
A horvát és vend határőrség mintegy 7000 katonából, főként „haramiákból” (szláv gyalogosokból) állt.
A magyar várakkal szemben álló török vilajetek (a budai, temesvári és boszniai) erődítményeiben – a bécsi udvar adatai szerint – 40 727 katona szolgált. Ehhez járult a hadjáratokra felvonuló szultáni vagy nagyvezíri fősereg, nem csoda, hogy a 16. században a török haderő fölénye volt megfigyelhető.

### Várépítések, korszerűsítések

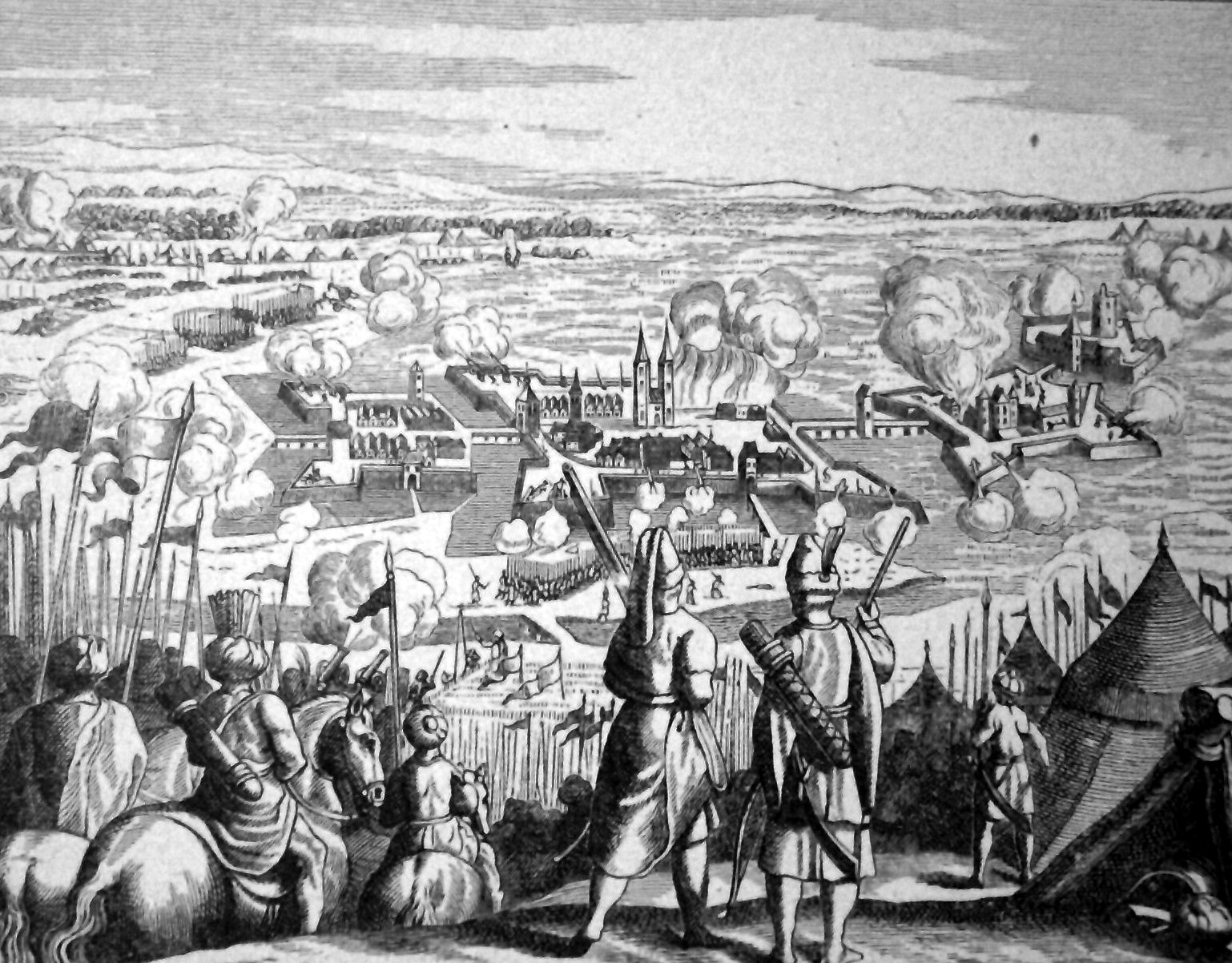
Szigetvár vára a 16. században, a korszerűsítések után

A gyenge állapotú, évszázadok óta csak belvillongásokban szerepet játszó várakat meg kellett erősíteni. Ezért az 1540-es évektől elindult egyes kiemelt erődítmények (például Eger, Győr és Szigetvár) átépítése. 1556-tól a végvárak a haditanács hatáskörébe kerültek, s így lehetőség nyílt a várrendszer egységes és szakszerű irányítására. Az 1550-es évek közepétől a számos olasz hadmérnök érkezett Magyarországra. Nicolo Angielini olasz várépítő mester 1564-1566 között részletes térképeket készített a várakról és azok alaprajzairól.
Békésebb időszak beköszöntével a bécsi kormányzat 1577-ben két hónapos haditanácskozás után a rendszer reformjára szánta el magát, ennek részeként egyes fontosabb várak védműveit a korszak haditechnikai követelményeinek megfelelően átépítették, az erődítmények megerősítésére gyakran éltek a környék elmocsarasításával, patakok felduzzasztásával. Az építkezések rendkívüli költségesek és lassúk voltak. Győr és (az 1552-ben rommá lőtt) Eger átépítése nem fejeződött be a tizenöt éves háború kitöréséig.

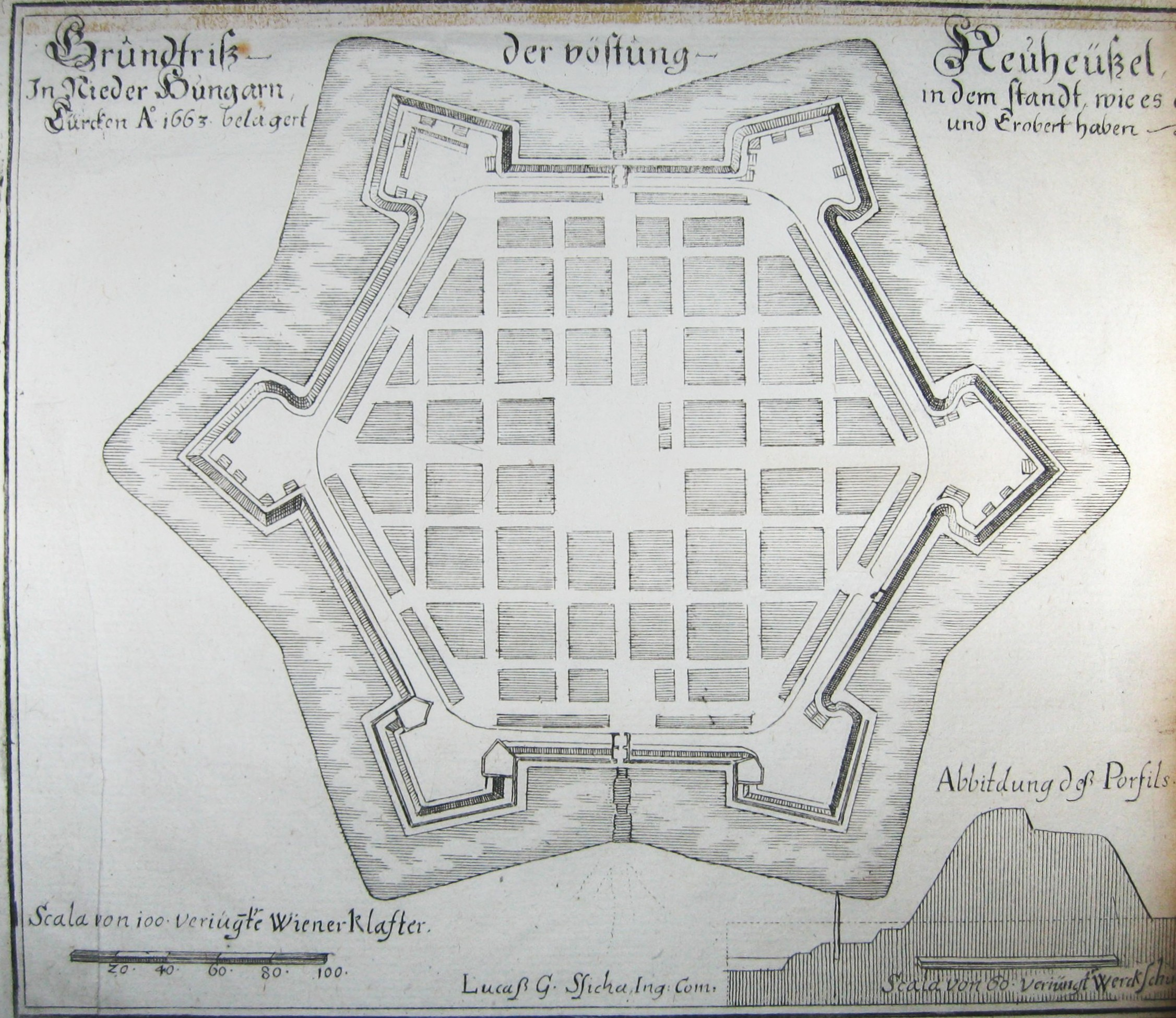
Érsekújvár alaprajza (1680 körül) ó- és újolasz bástyákkal

A korábbi évszázadok harcmodorához illeszkedő, magas, vékony falakat alacsonyabb, de az ágyúzásnak jobban ellenálló, vastagabb falakra cserélték, ezeket földtöltésekkel erősítették meg. A falakat a régi kör alakú tornyok és rondellák helyett új típusú bástyákkal erősítették meg. A falsíkból ékszerűen kiugró óolasz bástya építésénél figyelmet fordítottak rá, hogy a bástyák falainál ne keletkezhessen holttér, amit a várvédő ágyúk tüze nem érhetett el. Ezen kívül a szögletes formák biztosították azt is, hogy az összes falat tűz alatt tarthassák. Ennek továbbfejlesztéseként jelent meg az ötoldalú, esetleg hatoldalú bástyatípus, amit újolasz- vagy fülesbástya névvel illettek. Ezeknél a bástyák „fülei” védelmet nyújtottak a vár tüzéreinek, mert kisebb szögből lehetett a fal ezen szakaszaira lőni. Ezeknek a védői oldalt tűz alá vehették a falakat megmászni igyekvőket, míg maguk védve voltak a belövések ellen.Az "újolasz" név onnan származik hogy, olasz mérnökök alkalmazták először Magyarországon ezt a váralakzatot.

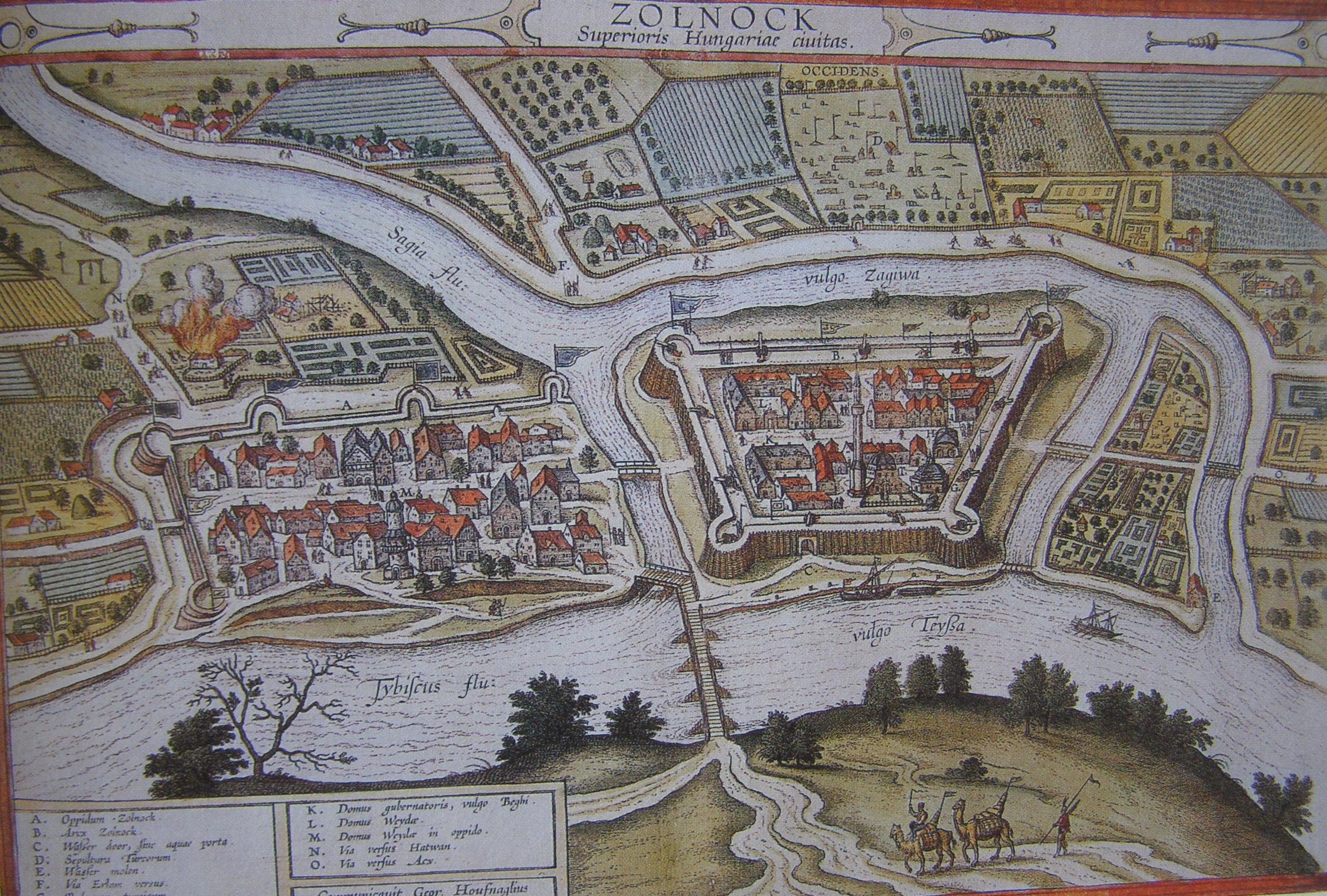
Szolnok palánkvára 1617-ben

A drága kővárak mellett építettek "magyar módra" palánkvárakat is. Tölgyfagerendákat vesszőfonással kötötték egybe, közé földet döngöltek, majd - a tűz elleni védekezésül -kívülről sárral betapasztották.
A várépítéshez szükséges pénz és munkaerő előteremtése komoly feladat volt. 1554-től minden jobbágyot évi 6 nap kötelező munkára köteleztek a várépítéseknél, ez 1557-től ingyenmunka volt. 1556-ban törvénybe iktatták, hogy jobbágyonként 50 dénárt kötelesek a nemesek a véghelyek megerősítésére fordítani, és 100 jobbágyonként évi 3 napra 4 szekeret kellett biztosítaniuk.
A végvárak, véghelyek karbantartásáról, fölszereléséről, katonasággal ellátásáról több törvényi rendelkezés fennmaradt, így például az 1608. XXXII., 1613. VI., 1622. LV., 1638. XIV., 1655. III., X., LXXIV., 1659. I., II., III., IV., 1662. XVIII. stb.

## A végvári rendszer felbomlása
A végvárak, bár menedéket adtak a környékbeli lakosságnak is, végső soron a Habsburg-ház, Ausztria és a keresztény Európa érdekeit védték. Mindezek ellenére a várak állapota általában fokozatosan romlott, az uralkodók azokat elhanyagolták, a katonákat rapszodikusan fizették.
A harmincéves háború idején tüzérségi eszközök fejlődésével és a fejlettebb tömeg hadseregek elterjedésével a végvárak szerepe egyre csökkent. A királyi ház anyagi erőforrásai inkább a franciákkal folytatott ellenségeskedésre összpontosította, így a költséges felújítások, modernizálások elmaradtak. A törökök visszaverése miatt a rendszer jelentősége egyre csökkent, majd az 1664-ben megkötött Vasvári béke után azok semlegesítésére törekedett. Ennek részben a magyarok között tapasztalható elégedetlenkedés volta az oka, fennállt a veszély, hogy a végvárak a Habsburg házzal szembeni ellenállás fészkeivé válnak.
A karlócai béke kapcsán 1699-ben több elpusztítását rendelték el Bécsben, majd egy 1702-es császári rendelettel átfogóan intézkedtek. –  Ez azonban anyagi okok és helyi érdekek miatt jobbára nem valósult meg. Első intézkedésként a tüzérségi felszerelést szállították el, majd a külső védműveket semmisítették meg (tavak lecsapolása, árkok feltöltése). A várak egy része már ekkor is eleve leromlott, elhagyatott állapotban volt, hisz a földesúrnak nem volt érdeke a állandó helyőrség fenntartására.
Oross András mérleget vont az 1702-es rendelet végrehajtásából, ezek szerint abból a 17 várból, amelynek rombolását biztosan elrendelték, mindössze négyet romboltak le teljesen, kettőnek csak a külső várát semmisítették meg, hat vár esetében nem meghatározható a gyengítés mértéke, öt vár pedig teljesen megmenekült a pusztulástól. Több vár a Rákóczi-szabadságharc alatt pusztult el.

## Déli végvárak listája a teljesség igénye nélkül
- Szeged
- Szabadka
- Coborszentmihály
- Bács
- Becse
- Bácsföldvár
- Becskerek
- Pétervárad
- Karom
- Szalánkemén
- Zimony
- Nándorfehérvár
- Szendrő
- Barancs
- Galambóc
- Szörényvár
- Orsova
- Miháld
- Drankó
- Szince
- Szentlászló
- Pozsazsin
- Haram
- Keve
- Tomistye
- Pancsova
- Érsomlyó
- Versec
- Csák
- Mezősomlyó
- Kövesd
- Krassófő
- Karánsebes
- Zsidóvár
- Lugos
- Hodos
- Cikóvásárhely
- Morzsina
- Cseri
- Rékas
- Temesvár
- Sárád
- Solymos
- Arad
- Zaránd